# 死者の書 (折口信夫)
『死者の書』（ししゃのしょ）は、釈迢空（折口信夫）による幻想小説。當麻寺に伝わる当麻曼荼羅縁起・中将姫伝説に想を得て書かれた。
初出は1939年（昭和14年）に『日本評論』1月号・2月号・3月号にそれぞれ「死者の書」「死者の書（正篇）」「死者の書（終篇）」として掲載される。1943年（昭和18年）9月には青磁社から雑誌掲載分を各章の入れ替え・増補校訂した単行本『死者の書』として出版された。
現行版（文庫）は、青磁社本を底本とした中公文庫（改訂版1999年）、岩波文庫（2010年）、角川ソフィア文庫（2017年）。

## あらすじ
平城京の都の栄える頃のことである。春の彼岸の中日、二上山に日が落ちたとき中将姫は尊い俤びとの姿を見た。
千部写経の成就に導かれ、非業の死を遂げた大津皇子の亡霊とまみえ、尊い俤びとと重なるその姿を蓮糸で曼荼羅に織り上げた姫は、さまよう魂を鎮め、自らも浄土へといざなわれた。

## 映画
2006年には、川本喜八郎により人形アニメーション映画化された。2006年2月11日公開。上映時間70分。

### 声の出演

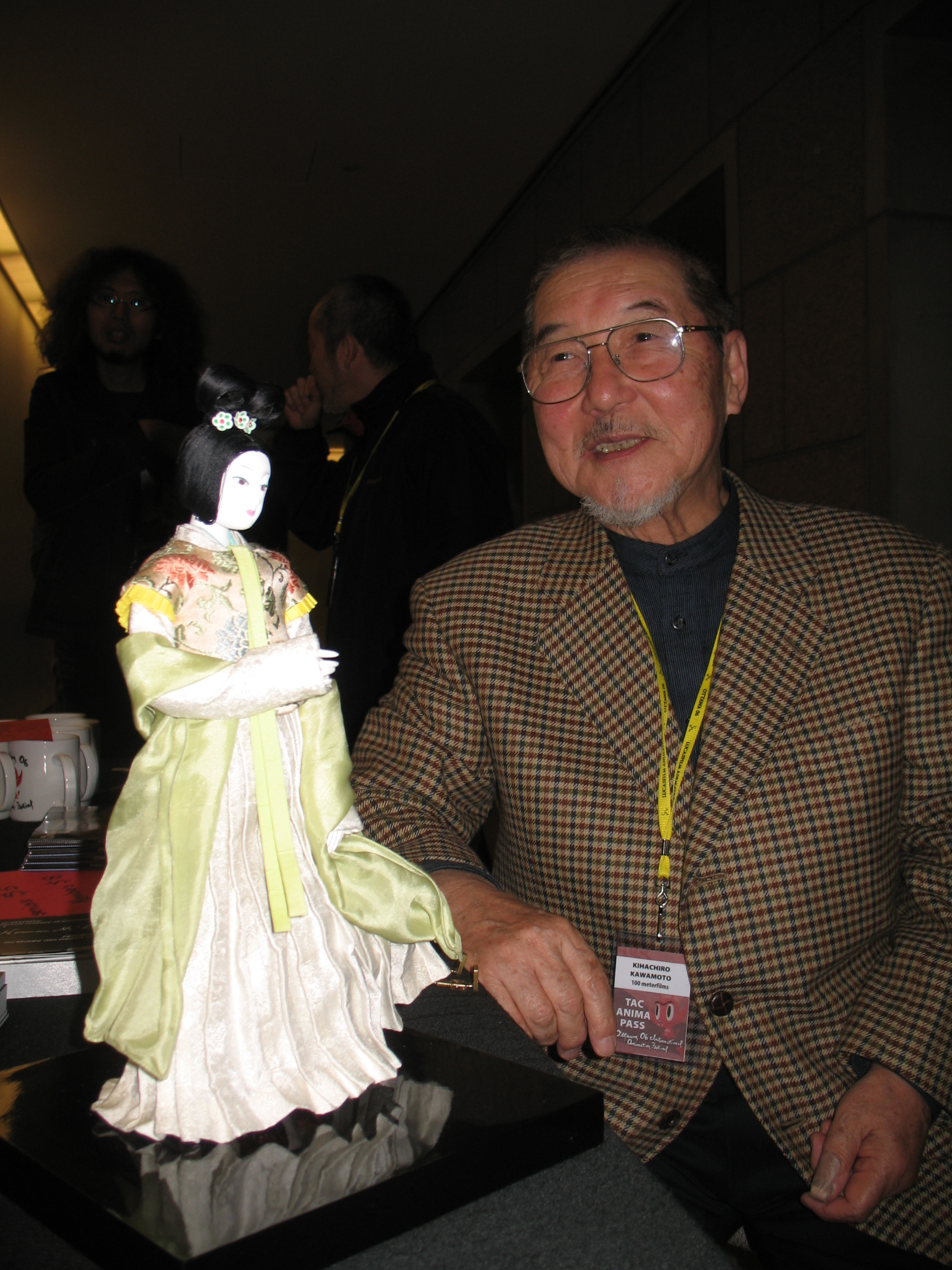
川本喜八郎と郎女の人形（2006年オタワ国際アニメーションフェスティバル）

- 藤原南家の郎女：宮沢りえ
- 大津皇子：観世銕之丞
- 大伴家持：榎木孝明
- 恵美押勝：江守徹
- 當麻の語部の媼：黒柳徹子
- 身狭乳母：新道乃里子
- 魂乞をする村人の長老：三谷昇
- 大伯皇女：観世葉子
- 語り：岸田今日子

### スタッフ
- 監督・脚本・人形：川本喜八郎
- 製作：村山英世
- プロデューサー：福間順子
- 撮影：田村実、伊丹邦彦
- 美術：工藤瑞樹
- アニメーション：及川功一、森まさあき、ユーリー・ノルシュテイン（友情アニメーション）
- 音響効果：帆苅幸雄
- 音楽：廣瀬量平
- 照明：田村実、伊丹邦彦
- 人形：保坂純子

## 漫画
同名タイトルでのコミカライズ作品が、近藤ようこの作画で、月刊コミックビームの2015年1月号より連載。また、企画展「折口信夫と『死者の書』」が2016年9月3日から10月10日にかけて國學院大學博物館でも開催された。「THE BEST MANGA 2017 このマンガを読め!」では、第7位に選出された。